# Sebastian Niemann
Sebastian Niemann (Luneburgo, 21 giugno 1968) è un regista e sceneggiatore tedesco.

## Filmografia

### Regista

#### Cinema
- Verfolger - cortometraggio (1995)
- 7 giorni di vita (Seven Days to Live) (2000)
- Uibù - Fantasmino fifone (Hui Buh) (2006)
- Tesoro, sono un killer (Mord ist mein Geschäft, Liebling) (2009)
- Bu e il castello stregato (Hui Buh und das Hexenschloss) (2022)

#### Televisione
- Geisterstunde - Fahrstuhl ins Jenseits, co-regia di Rainer Matsutani – film TV (1997)
- Biikenbrennen - Der Fluch des Meeres – film TV (1999)

- Jesus Video - L'enigma del Santo Sepolcro (Das Jesus Video) – miniserie TV, 2 puntate (2002)
- Nachts - Geschichten aus der Dunkelheit – serie TV (2008)
- Jack the Ripper – film TV (2016)

### Sceneggiatura
- Le avventure di Jim Bottone (Jim Knopf und Lukas der Lokomotivführer), regia di Dennis Gansel (2018)
- The Privilege (Das Privileg), regia di Felix Fuchssteiner e Katharina Schöde (2022)